# Tippeligaen de 2006
A edição de 2006 da Tippeligaen teve novemente como vencedora a equipe que que chegou ao triunfo com maior freqüência, o Rosenborg. O vice campeão foi o Brann, tradicional rival da equipe. Foram rebaixados para a segunda divisão o Hamarkameratene e o Molde. O carrasco do Rosenborg em 2005, o Vålerenga, chegou em terceiro lugar.

## Classificação final
| Pos | Equipe       | J  | V  | E | D  | GM | GS | SG  | Pts |
| --- | ------------ | -- | -- | - | -- | -- | -- | --- | --- |
| 1   | Rosenborg    | 26 | 15 | 8 | 3  | 47 | 24 | +23 | 53  |
| 2   | Brann        | 26 | 14 | 4 | 8  | 39 | 36 | +3  | 46  |
| 3   | Vålerenga    | 26 | 13 | 5 | 8  | 43 | 28 | +16 | 44  |
| 4   | Lillestrøm   | 26 | 12 | 8 | 6  | 44 | 33 | +11 | 44  |
| 5   | Stabæk       | 26 | 10 | 9 | 7  | 53 | 36 | +17 | 39  |
| 6   | Start        | 26 | 10 | 7 | 9  | 29 | 32 | -3  | 37  |
| 7   | Lyn          | 26 | 10 | 5 | 11 | 33 | 36 | -3  | 35  |
| 8   | Fredrikstad  | 26 | 8  | 8 | 10 | 38 | 46 | -8  | 32  |
| 9   | Sandefjord   | 26 | 9  | 5 | 12 | 37 | 47 | -10 | 32  |
| 10  | Tromsø       | 26 | 8  | 5 | 13 | 33 | 39 | -6  | 29  |
| 11  | Viking       | 26 | 8  | 5 | 13 | 31 | 37 | -6  | 29  |
| 12  | Odd Grenland | 26 | 7  | 8 | 11 | 30 | 38 | -8  | 29  |
| 13  | Ham-Kam      | 26 | 7  | 7 | 12 | 35 | 39 | -4  | 28  |
| 14  | Molde        | 26 | 7  | 4 | 15 | 29 | 50 | -21 | 25  |

J = Número de jogos; V = Vitórias; E = Empates; D = Derrotas; GM = Gols marcados; GS = Gols sofridos; SG = Saldo de gols; Pts = Pontos

## Artilheiros

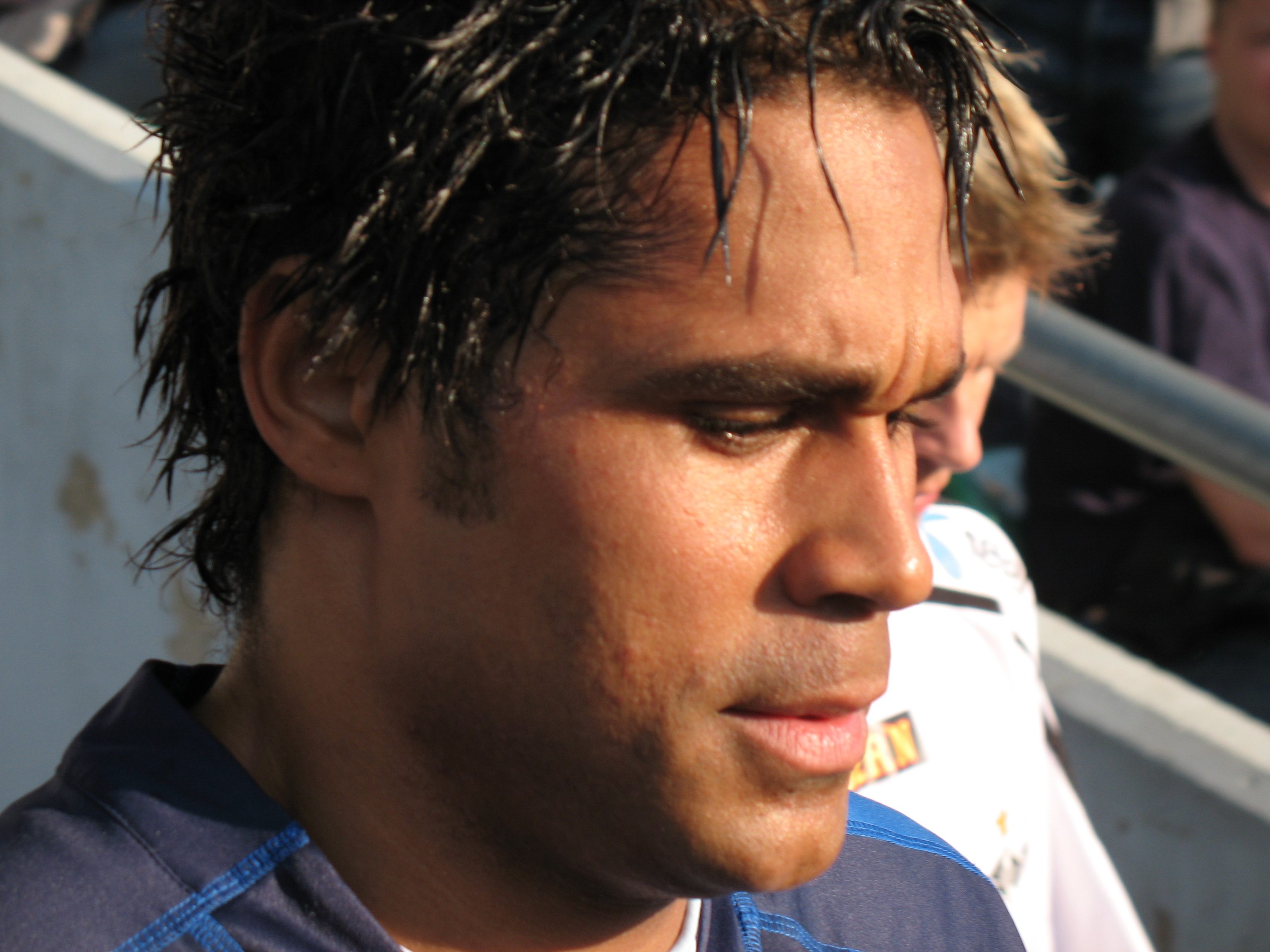
Daniel Nannskog

Após dia 5 de Novembro de 2006:
| # | Nac.    | Jogador                | Equipe     | Total de gols | Gols de pênalti | Partidas |
| - | ------- | ---------------------- | ---------- | ------------- | --------------- | -------- |
| 1 |         | Daniel Nannskog        | Stabæk     | 19            | 3               | 26       |
| 2 |         | Veigar Páll Gunnarsson | Stabæk     | 18            | 2               | 25       |
| 3 |         | Steffen Iversen        | Rosenborg  | 17            | 3               | 24       |
| 4 |         | Peter Ijeh             | Viking     | 11            | 0               | 15       |
| 4 | Malta   | Michael Mifsud         | Lillestrøm | 11            | 0               | 24       |
| 4 | Noruega | Ole Martin Årst        | Tromsø     | 11            | 2               | 26       |
| 7 |         | Robert Koren           | Lillestrøm | 10            | 1               | 26       |
| 7 | Suécia  | Andreas Tegström       | Sandefjord | 10            | 0               | 24       |
| 9 | Noruega | Bengt Sæternes         | Brann      |               |                 |          |

## Premiação
| Tippeligaen 2006               |
| Noruega                        |
| ------------------------------ |
| ROSENBORG Campeão (20º título) |